# Arcidiocesi di Marsiglia

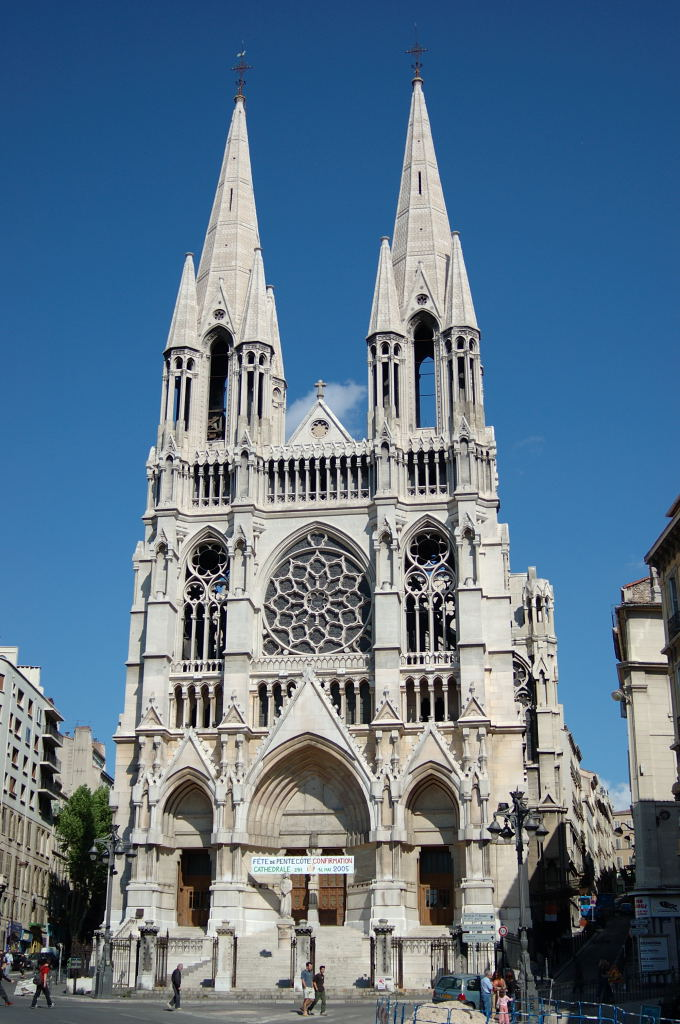
La chiesa di San Vincenzo de' Paoli, costruita nel XIX secolo.

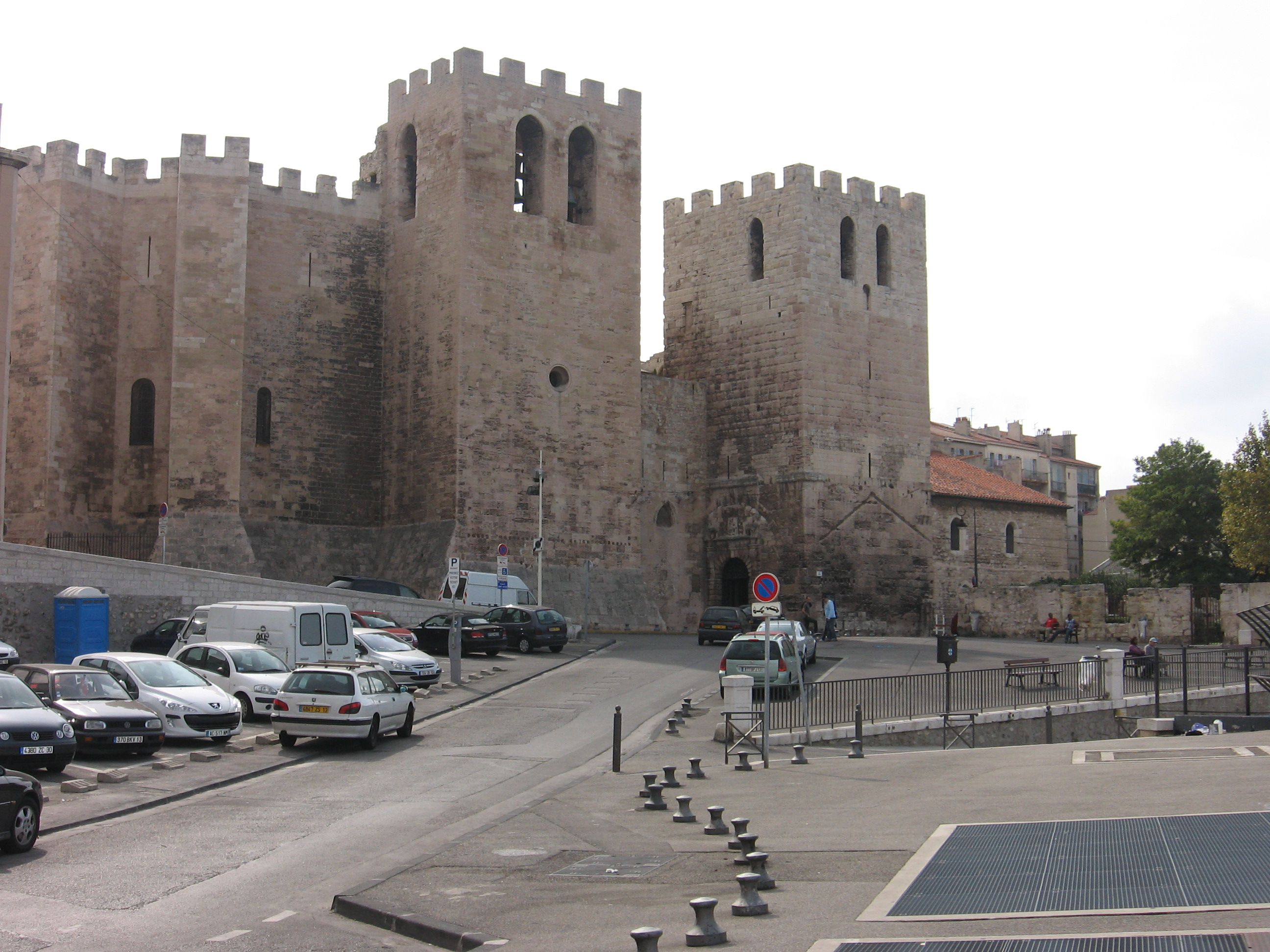
L'abbazia di San Vittore

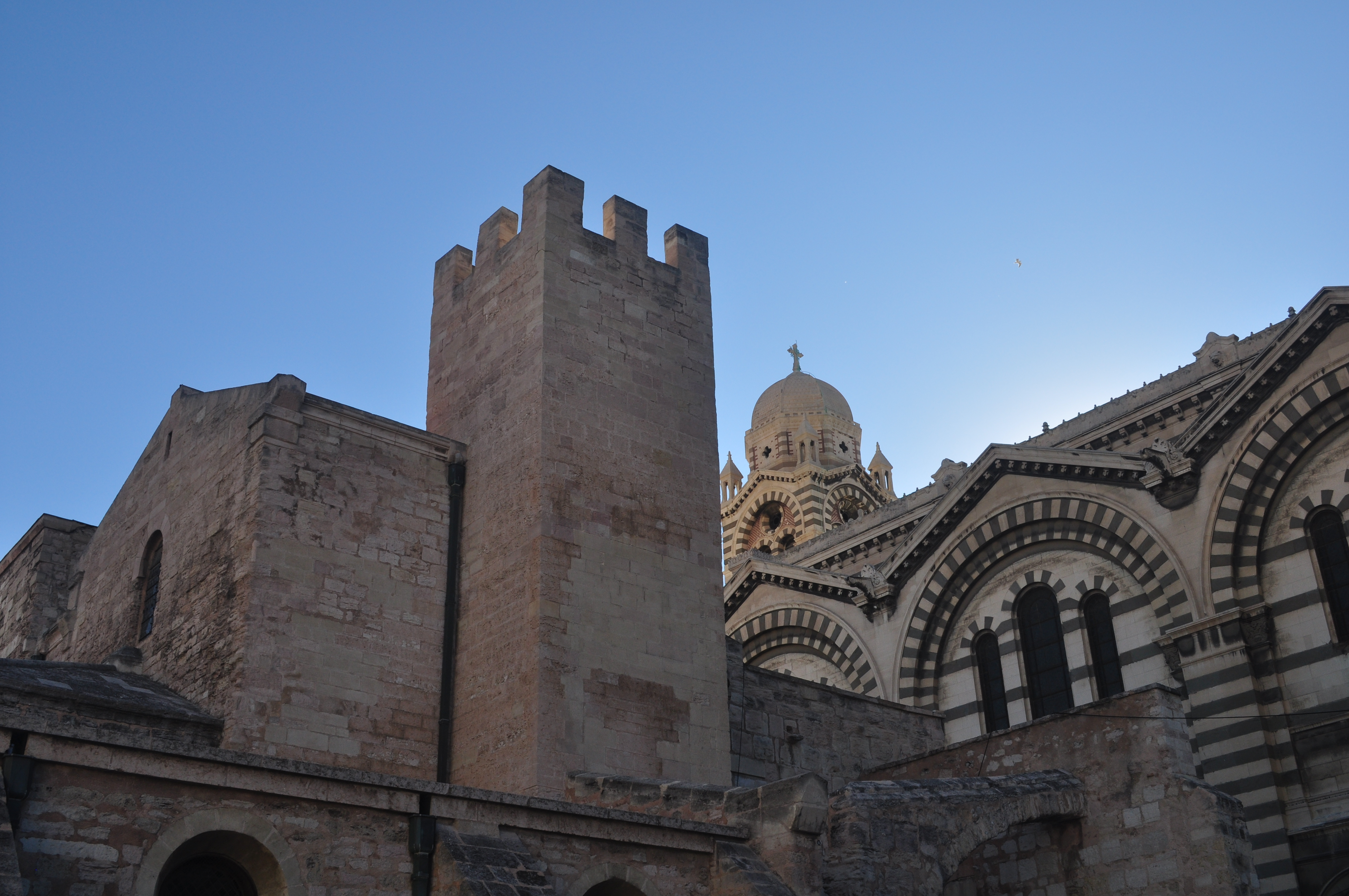
Resti dell'antica cattedrale di Marsiglia, chiamata église de la vieille Major

L'arcidiocesi di Marsiglia (in latino: Archidioecesis Massiliensis) è una sede metropolitana della Chiesa cattolica in Francia. Nel 2023 contava 741.600 battezzati su 1.082.760 abitanti. È retta dall'arcivescovo cardinale Jean-Marc Aveline.

## Territorio
L'arcidiocesi comprende l'arrondissement di Marsiglia, mentre la restante parte del dipartimento francese delle Bocche del Rodano appartiene all'arcidiocesi di Aix.
Sede arcivescovile è la città di Marsiglia, dove si trova la cattedrale di Santa Maria Maggiore. Domina la città la basilica di Notre-Dame-de-la-Garde. Nella stessa città episcopale sorgono anche altre 2 basiliche minori: la basilica di San Vittore e la basilica del Sacro-Cuore.
Il territorio è suddiviso in 17 settori e 108 parrocchie.

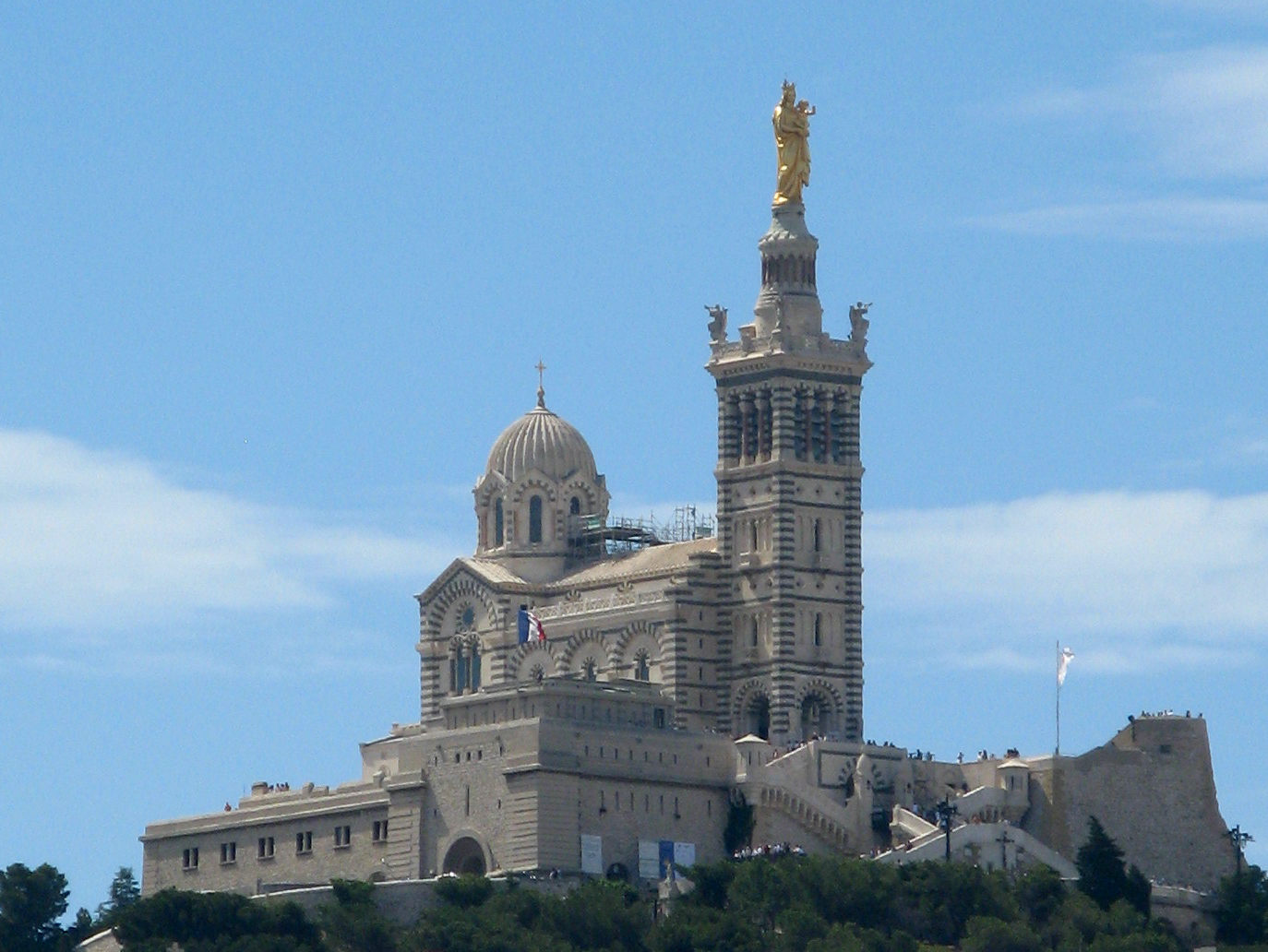
La basilica della Madonna della Guardia domina la città di Marsiglia

### Provincia ecclesiastica
La provincia ecclesiastica di Marsiglia comprende le seguenti diocesi suffraganee:
- Aix
- Ajaccio
- Avignone
- Digne
- Fréjus-Tolone
- Gap-Embrun
- Nizza

## Storia
La diocesi fu eretta secondo la tradizione nel I secolo. La fondazione della comunità cristiana di Marsiglia infatti risalirebbe ai tempi apostolici e sarebbe legata all'apostolato di san Lazzaro, risuscitato da Gesù secondo il racconto dell'evangelista Giovanni (Gv. 11,1-44), che sarebbe giunto a Marsiglia con Maria Maddalena e le sorelle Marta e Maria. Il primo vescovo di cui si abbia riscontro documentale fu Oresius, presente al primo concilio di Arles del 314.
La comunità cristiana di Marsiglia ricorda in particolare i martiri dell'inizio del IV secolo, tra i quali san Vittore, sulla cui tomba nel V secolo Giovanni Cassiano eresse l'abbazia di San Vittore, una tra le più importanti del sud-est della Francia.
Il concilio di Torino del 401 confermò il diritto del vescovo Procolo di consacrare vescovi di alcune diocesi che tradizionalmente gravitavano attorno alla sede marsigliese. In un'epoca in cui non erano ancora chiari e garantiti i diritti degli arcivescovi metropolitani, come invece avveniva in Oriente, queste decisioni di Torino suscitarono le reazioni di Patroclo di Arles e di altri metropolitani. La decisione di papa Zosimo del 417 dette ragione ad Arles e di fatto sottomise la diocesi di Marsiglia alla provincia ecclesiastica di Arles; lo rimarrà fino alla rivoluzione francese.
Nel 533 fu celebrato a Marsiglia un concilio dove venne giudicato e deposto Contumelioso, vescovo di Riez: è l'unico, tra i concili della Gallia antica, celebratosi a Marsiglia.
Nel XII secolo venne ricostruita la cattedrale, oggi chiamata église de la vieille Major, in quanto fu sostituita dalla nuova cattedrale, edificata tra il 1852 e il 1893.
Si deve al vescovo Toussaint de Forbin-Janson l'istituzione del seminario diocesano e delle conférences ecclésiastiques, specie di sessioni di aggiornamento per i preti della diocesi, in ottemperanza alla decisioni del concilio di Trento sulla formazione del clero.
In seguito al concordato con la bolla Qui Christi Domini di papa Pio VII del 29 novembre 1801 la diocesi di Marsiglia fu soppressa e il suo territorio unito a quello dell'arcidiocesi di Aix.
Nel giugno 1817 fra Santa Sede e governo francese fu stipulato un nuovo concordato, cui fece seguito il 27 luglio la bolla Commissa divinitus, con la quale il papa restaurava la diocesi di Marsiglia. Tuttavia, poiché il concordato non entrò in vigore in quanto non ratificato dal Parlamento di Parigi, questa erezione non ebbe effetto.
Il 6 ottobre 1822 la diocesi fu definitivamente ripristinata con la bolla Paternae charitatis del medesimo papa Pio VII, come suffraganea dell'arcidiocesi di Aix.
Il 31 gennaio 1948 la diocesi è stata elevata al rango di arcidiocesi immediatamente soggetta alla Santa Sede con la bolla Inter conspicuas di papa Pio XII.
L'8 dicembre 2002, con la riorganizzazione delle circoscrizioni diocesane francesi, l'arcidiocesi è divenuta sede metropolitana.

## Cronotassi dei vescovi
Si omettono i periodi di sede vacante non superiori ai 2 anni o non storicamente accertati.
- Oresio † (menzionato nel 314)
- Procolo † (prima del 381 - dopo il 418)[3]
- Venerio † (prima del 431 - dopo il 452)
- Sant'Eustasio † (menzionato nel 463/464)
- Greco † (menzionato nel 475)
- Onorato I † (fine V secolo)[4]
- San Cannato † (fine V secolo)[5]
- Ausanio? † (menzionato nel 533)
- Emeterio? † (menzionato nel 554)[6]
- San Teodoro † (prima del 566 circa - dopo il 591)
- San Sereno † (prima del 596 - dopo il 601)
- Pietro I † (menzionato nel 614)[7]
- San Mauronto † (menzionato il 23 febbraio 780)[8]
- Ivo † (menzionato il 12 marzo 781)[9]
- Wadaldo † (prima dell'814 - dopo l'817 o 818)
- Teodeberto † (prima dell'822 - dopo l'834 o l'841)[10]
- Alboino † (menzionato nell'843 o 844)
- Gulfarico † (menzionato nell'848 o 863)[11]
- Babone † (seconda metà del IX secolo)[12]
- Leodoino † (prima dell'878 - dopo l'879)
- Berengario † (prima dell'884 - dopo l'886)
- Venatore † (fine IX secolo)
- Magno † (menzionato nel 904)[13]
- Drogone † (prima del 923 - dopo il 924)
- Sant'Onorato II † (prima del 948 - dopo il 966)
- Pons I † (prima del 6 marzo 977 - dopo il 24 settembre 1008 dimesso)
- Pons II † (1008[14] - 16 febbraio 1073 deceduto)
- Raimond I † (1074[15] - 7 novembre 1122 deceduto)
- Raimond II de Soliers † (prima del 1º luglio 1124 - 26 aprile 1151 deceduto)
- Pierre II † (prima del 13 giugno 1152 - 2 aprile 1170 deceduto)
- Fouques de Thorame † (prima del 10 settembre 1170 - 31 marzo 1188 deceduto)
- Rainier † (1188[16] - 16 marzo 1214 deceduto)
- Pierre III de Montlaur † (prima del 7 ottobre 1214 - 29 agosto 1229 deceduto)
- Benoît d'Alignan, O.S.B. † (1229 - dopo luglio 1267 dimesso)
- Raimond de Nîmes † (23 dicembre 1267 - 15 luglio 1288 deceduto)
- Durand de Trésémines † (17 aprile 1289 - 3 agosto 1312 deceduto)
- Raimond-Rogaudi † (1º gennaio 1313 - 12 settembre 1319 nominato arcivescovo di Embrun)
- Gaspert de La Val † (12 settembre 1319 - 26 agosto 1323 nominato arcivescovo di Arles)
- Aymard Amiel † (26 agosto 1323 - 23 dicembre 1333 deceduto)
- Jean Artaudi, O.P. † (10 gennaio 1334 - dopo il 7 luglio 1335 deceduto)
- Jean Gasqui † (13 ottobre 1335 - 10 settembre 1344 deceduto)
- Robert de Mandagot † (13 settembre 1344 - 1358 deceduto)
- Hugues d'Harpajon † (4 febbraio 1359 - 31 maggio 1361 deceduto)
  - Pierre Fabri † (prima dell'8 luglio 1361 - 1361 deceduto) (vescovo eletto)[17]
- Guillaume de la Sudrie, O.P. † (27 agosto 1361 - 18 settembre 1366 dimesso)
  - Philippe de Cabassole † (23 settembre 1366 - 9 dicembre 1368 dimesso) (amministratore apostolico)
- Guillaume de Lavoulte † (9 dicembre 1368 - 1º giugno 1379 nominato vescovo di Valence e Die)
- Aymar de Lavoulte, O.S.B. † (1º giugno 1379 - 28 aprile 1395 deceduto)
- Guillaume Letort † (25 ottobre 1396 - 5 novembre 1403 deceduto)
- Paul de Sade † (17 dicembre 1404 - 28 febbraio 1433 deceduto)
- André Boutaric † (30 marzo 1433 - 1433 deceduto)
- Barthélémy Roccalli, O.Carm. † (2 settembre 1433 - dopo il 27 aprile 1445 deceduto)
- Nicola de Brancas † (18 giugno 1445 - 21 aprile 1466 deceduto)
- Jean Alardeau † (20 giugno 1466 - 16 novembre 1496 dimesso)
- Ogier d'Anglure † (16 novembre 1496 - 27 aprile 1506 deceduto)
  - Jean de Cuers † (29 aprile 1506 - 14 luglio 1506 dimesso) (vescovo eletto)
  - Pietro Bodoni † (1506 - 29 luglio 1506 nominato vescovo di Terni) (vescovo eletto)
- Antoine Dufour, O.P. † (21 agosto 1506 - giugno 1509 deceduto)
- Claudio di Seyssel † (3 dicembre 1511[18] - 11 maggio 1517 nominato arcivescovo di Torino)
  - Innocenzo Cibo † (11 maggio 1517 - 12 gennaio 1530 dimesso) (amministratore apostolico)
- Giovanni Battista Cibo † (12 gennaio 1530 - marzo 1550 deceduto)
- Cristoforo Guidalotti Ciocchi del Monte † (27 giugno 1550 - 9 marzo 1556 nominato vescovo di Cagli)
- Pierre Ragueneau † (9 marzo 1556 - 1572 dimesso)
- Frédéric Ragueneau † (30 luglio 1572 - 26 settembre 1603 deceduto)
- Jacques Turricella, O.F.M.Obs. † (19 gennaio 1605 - 19 gennaio 1618 deceduto)
- Arthur d'Épinay de Saint Luc † (28 gennaio 1619 - 1621 deceduto)
  - Nicolas Coeffeteau, O.P. † (22 agosto 1621 - 21 aprile 1623 deceduto) (non confermato)
- François de Loménie, O.P. † (13 maggio 1624 - 27 febbraio 1639 deceduto)
- Eustache Gault, Orat. † (30 gennaio 1640 - 13 marzo 1640 deceduto)
- Jean-Baptiste Gault, Orat. † (14 luglio 1642 - 23 maggio 1643 deceduto)
- Étienne de Puget † (18 aprile 1644 - 13 gennaio 1668 deceduto)
- Toussaint de Forbin-Janson † (9 luglio 1668 - 25 settembre 1679 nominato vescovo di Beauvais)
- Jean-Baptiste d'Étampes de Valancay † (12 gennaio 1682 - 6 gennaio 1684 deceduto)
- Charles-Gaspard-Guillaume de Vintimille du Luc † (21 gennaio 1692[19] - 14 maggio 1708 nominato arcivescovo di Aix)
- Bernard de Foudenx de Castillon † (14 maggio 1708 - 19 gennaio 1709 deceduto)
- Henri-François-Xavier de Belzunce de Castelmoron † (19 febbraio 1710 - 4 giugno 1755 deceduto)
- Jean-Baptiste de Belloy-Morangle † (4 agosto 1755 - 21 settembre 1801 dimesso)
  - Sede soppressa (1801-1822)
- Fortuné-Charles de Mazenod † (16 maggio 1823 - 29 aprile 1837 dimesso)
- Sant'Eugène-Charles-Joseph de Mazenod, O.M.I. † (2 ottobre 1837 - 21 maggio 1861 deceduto)
- Patrice-François-Marie Cruice † (21 luglio 1861 - 1º settembre 1865 dimesso)
- Charles-Philippe Place † (22 giugno 1866 - 15 luglio 1878 nominato arcivescovo di Rennes)
- Joseph-Jean-Louis Robert † (15 luglio 1878 - 19 novembre 1900 deceduto)
- Pierre-Paulin Andrieu † (18 aprile 1901 - 2 gennaio 1909 nominato arcivescovo di Bordeaux)
- Joseph-Marie Fabre † (29 aprile 1909 - 9 gennaio 1923 deceduto)
- Daniel Champavier † (19 gennaio 1923 - 2 febbraio 1928 deceduto)
- Maurice-Louis Dubourg † (17 dicembre 1928 - 9 dicembre 1936 nominato arcivescovo di Besançon)
- Jean Delay † (14 agosto 1937 - 5 settembre 1956 dimesso[20])
- Marc-Armand Lallier † (28 settembre 1956 - 26 agosto 1966 nominato arcivescovo di Besançon)
- Georges Jacquot † (1º novembre 1966 - 25 settembre 1970 deceduto)
- Roger Etchegaray † (22 dicembre 1970 - 13 aprile 1985 dimesso)
- Robert-Joseph Coffy † (13 aprile 1985 - 22 aprile 1995 ritirato)
- Bernard Louis Auguste Paul Panafieu † (22 aprile 1995 succeduto - 12 maggio 2006 ritirato)
- Georges Pontier (12 maggio 2006 - 8 agosto 2019 ritirato)
- Jean-Marc Aveline, dall'8 agosto 2019

## Statistiche
L'arcidiocesi nel 2023 su una popolazione di 1.082.760 persone contava 741.600 battezzati, corrispondenti al 68,5% del totale.
| anno | popolazione | popolazione | popolazione | presbiteri | presbiteri | presbiteri | presbiteri                | diaconi | religiosi | religiosi | parrocchie |
| anno | battezzati  | totale      | %           | numero     | secolari   | regolari   | battezzati per presbitero | diaconi | uomini    | donne     | parrocchie |
| ---- | ----------- | ----------- | ----------- | ---------- | ---------- | ---------- | ------------------------- | ------- | --------- | --------- | ---------- |
| 1950 | ?           | 900.000     | ?           | 541        | 321        | 220        | ?                         |         | 300       | 1.275     | 110        |
| 1970 | 900.000     | 1.000.000   | 90,0        | 314        | 314        |            | 2.866                     |         |           | 1.300     | 123        |
| 1980 | 709.000     | 1.052.000   | 67,4        | 562        | 296        | 266        | 1.261                     | 3       | 319       | 1.450     | 124        |
| 1990 | 679.000     | 1.015.000   | 66,9        | 415        | 240        | 175        | 1.636                     | 10      | 249       | 1.052     | 124        |
| 1999 | 669.000     | 1.000.000   | 66,9        | 341        | 191        | 150        | 1.961                     | 15      | 209       | 781       | 122        |
| 2000 | 661.000     | 988.723     | 66,9        | 322        | 172        | 150        | 2.052                     | 19      | 209       | 778       | 122        |
| 2001 | 650.000     | 988.725     | 65,7        | 323        | 173        | 150        | 2.012                     | 21      | 209       | 776       | 122        |
| 2002 | 650.000     | 988.723     | 65,7        | 321        | 173        | 148        | 2.024                     | 20      | 206       | 745       | 122        |
| 2003 | 650.000     | 988.723     | 65,7        | 319        | 171        | 148        | 2.037                     | 19      | 177       | 602       | 122        |
| 2004 | 700.000     | 988.723     | 70,8        | 313        | 165        | 148        | 2.236                     | 21      | 183       | 599       | 122        |
| 2013 | 715.000     | 1.048.521   | 68,2        | 244        | 154        | 90         | 2.930                     | 26      | 111       | 428       | 122        |
| 2016 | 723.025     | 1.055.980   | 68,5        | 233        | 133        | 100        | 3.103                     | 25      | 125       | 375       | 119        |
| 2019 | 739.930     | 1.080.795   | 68,5        | 221        | 133        | 88         | 3.348                     | 26      | 118       | 357       | 110        |
| 2021 | 741.000     | 1.082.300   | 68,5        | 215        | 130        | 85         | 3.446                     | 26      | 125       | 302       | 110        |
| 2023 | 741.600     | 1.082.760   | 68,5        | 198        | 119        | 79         | 3.745                     | 29      | 113       | 245       | 108        |